# (3317) Pâris
(3317) Pâris (désignation internationale (3317) Paris ; désignation provisoire 1984 KF) est un astéroïde troyen de Jupiter découvert le 26 mai 1984 par le couple Carolyn et Eugene Shoemaker à l'observatoire Palomar.
Il n'a pas été nommé d'après Paris, la capitale de la France, mais d'après Pâris, fils de Priam le roi de Troie.